# Finaste familjen
Finaste familjen är en svensk komediserie som sänds i TV4. David Hellenius spelar huvudrollen som Magnus Cronqvist. Serien hade premiär 25 mars 2016. Andra roller i serien spelas av Emma Peters, Tommy Körberg, Kajsa Ernst och Messiah Hallberg. Serien var en tittarsuccé med 1,4 miljoner tittare i genomsnitt. Andra säsongen hade premiär 24 mars 2017. Tredje säsongen hade premiär 5 april 2019.

## Rollista
| - Kajsa Ernst – Ann Linder - Messiah Hallberg – Marcus Linder - David Hellenius – Magnus Cronqvist - Tommy Körberg – Göran Linder - Emma Peters – Michelle Wikman - Marienette Dahlin – Kinga - Helena af Sandeberg – Johanna - Anna von Rosen – Birgitta von der Scheen - Leo Hellenius – Richard Wikman - Farzan Athari – Florian - Mira Mitchell – Julia | - Lydia Brusell – Ebba Wikman - Andreas T. Olsson – Lars-Henry Wikman - Fredde Granberg – Kenny - Hanna Hedlund – Tessan - Roshana Hoss – Viktoria - Baxter Renman – Frank - Shebly Niavarani – Kostas - Dan Ekborg – Frank - Jonas Malmsjö – Jock - Per Svensson – Dansläraren |